# Модель (фильм, 2022)
«Модель» — российский криминальный триллер 2022 года режиссёра Ольги Ланд.

## Сюжет
Старшеклассница Аня из Москвы — дочь депутата и актрисы, едет в США, где в Лос-Анджелесе родители нашли ей место в модельном агентстве, которым руководят ещё в 90-е иммигрировавшие в США из России предприимчивые Линда и Андрей. Они пророчат девушке исполнение «американской мечты», и поначалу для общающихся по скайпу с девушкой родителей всё выглядит прекрасно: Аня заселяется в особняк на берегу моря престижном районе Лос-Анджелеса, посещает вечеринки в мире моды. В очередной раз надменно пожурив уборщицу особняка (так думает Аня), юную мексиканку Камиллу, будущая модель и кинозвезда идёт на вечеринку, где знакомится с красавчиком Стивом, который, кажется, очарован русской красавицей и ведёт Аню на романтическое свидание — бегать босиком по пляжу. Молодые люди веселятся до поздней ночи и беспамятства. Утром проснувшись, Аня, не помня, чем закончился вечер, обнаруживает себя на песке, в окровавленной одежде и с ножом в руке, а рядом лежит бездыханный Стив — всё указывает на то, что Аня убила парня. Девушка в панике связывается по скайпу с папой-депутатом, но американские детективы (якобы) уже идут по следу девушки.

## В ролях
- Анна Дойникова — Аня
- Светлана Ефремова — Линда
- Илья Волох — Андрей
- Екатерина Гусева — Мария Антонова, мама Ани
- Игорь Жижикин — Сергей Антонов, папа Ани, депутат
- Никита Столяров — помощник Сергея Антонова
- Лилия Хабарова — Таня
- Арина Слесарева — Наташа
- Наталья Родригез
- Риана Мери
- Нельсон Арриета
- Брайан Белл
- Дмитрий Будрин
- Томас Скофилд
- Брайан Уоткинс

## Показ
Трейлер к фильму вышел в Сети в апреле 2022 года, фильм вышел на экраны 2 июня 2022 года, фактически провалившись прокате — за месяц проката его посмотрели лишь 5 388 зрителей, общий кассовый сбор составил 1 658 828 рублей ($ 26 864).

## Критика
Кино это независимое и, очевидно, недорогое, — попытка поработать с жанром и с оглядкой на Голливуд и Европу, в декорациях Лос-Анджелеса и частично на английском языке. Сюжет, впрочем, пусть и лихо закрученный, выдаёт сериальное прошлое автора… История, поначалу кажущаяся драмой, резко оборачивается кровавым экшен-детективом.
 
«Модель» — кино наивное, пытающееся за счёт приёмов вроде внезапного переключения изображения с цветного на чёрно-белое стать арт-мейнстримом. Попытки эти оборачиваются провалом, но, наверное, для фильма это к лучшему. До большого экрана картина, конечно, ни сюжетно, ни визуально не «доросла»…— Независимая газета, 2022 год

## Рецензии
- Наталия Григорьева — «Модель» выходит не на подиум, а на экраны кинотеатров // Независимая газета, 5 июня 2022
- Анастасия Достиева — Зарытые амбиции (рецензия на фильм «Модель» Ольги Ланд) // DARKER, № 7, июль 2022